# Drypetes neglecta
Drypetes neglecta là một loài thực vật có hoa trong họ Putranjivaceae. Loài này được (Koord.) Pax & K.Hoffm. mô tả khoa học đầu tiên năm 1922.